# Аерометрія
Аерометрія (рос. аэрометрия, англ. aerometry, нім. Aerometrie) (від грецьк. aer повітря, і metron міра) — способи вимірювання ваги й густини газоподібних тіл. Інколи — повітрометрія.
Наука, яка вивчає властивості повітря і механічних ефекти або «Наука, яка шукає об'єкт із властивостями повітря». 